# Winfield Dunn
Bryant Winfield Culberson Dunn, född 1 juli 1927 i Meridian, Mississippi, död 28 september 2024, var en amerikansk republikansk politiker. Han var guvernör i delstaten Tennessee 1971–1975.
Dunn deltog i andra världskriget i USA:s flotta. Han avlade sedan examina både vid University of Mississippi och University of Tennessee varefter han inledde sin karriär som tandläkare i Memphis, Tennessee. Han deltog i Barry Goldwaters kampanj i presidentvalet i USA 1964 och var delegat till republikanernas partikonvent 1968.
Dunn besegrade knappt demokraten John Jay Hooker i 1970 års guvernörsval i Tennessee. Efter sin tid som guvernör återvände han inte till arbetet som tandläkare. Han blev en framgångsrik affärsman i Nashville i stället. Dunn var republikanernas kandidat i 1986 års guvernörsval i Tennessee. Den gången förlorade han mot demokraten Ned McWherter. Dunn var elektor för George W. Bush i presidentvalet i USA 2004.